# Нордау, Макс
Макс Норда́у (настоящее имя — Симха Меер (Симон Максимилиан) Зюдфельд (Simon Maximilian Südfeld); 29 июля 1849, Пешт — 23 января 1923, Париж) — врач, писатель, политик и соучредитель Всемирной сионистской организации.

## Биография
Симон Максимилиан Сюдфельд родился в 1849 году в Пеште (Венгрия). Его отец, Габриэль бэн Ассэр Сюдфельд, был раввином. Получил традиционное еврейское воспитание. С 18-го года жизни стал строгим натуралистом и эволюционистом. В 1874 изменил фамилию на Нордау (Nordau). Окончив учёбу в 1875 году, стал врачом, а в 1880 году переехал в Париж. Параллельно основной работе был корреспондентом ведущих европейских газет.
Всемирную известность Нордау принесли его труды по политическим и экономическим прогнозам развития общества на следующие 100 лет. Пожалуй, самым известным его произведением стало «Вырождение», в котором он предпринял оригинальную попытку интерпретации «заката Европы», критикуя с моральных позиций «дегенеративное искусство», порождённое современной урбанистической цивилизацией. Разделял идеи Чезаре Ломброзо. Умер в 1923 году в Париже, останки в 1926 году были перевезены в Тель-Авив.

## Участие в еврейском движении
Нордау был полностью ассимилированным европейским евреем. Он женился на протестантке и, несмотря на венгерское происхождение и еврейские корни, осознавал себя частью немецкой культуры. В автобиографии он писал: «Когда мне исполнилось пятнадцать, я оставил еврейский образ жизни и изучение Торы… Иудаизм остался только в памяти, и с тех пор я считал себя немцем и только немцем».
Обращение его к сионизму было спровоцировано делом Дрейфуса. После знакомства с Теодором Герцлем в 1895 году Нордау стал пламенным сторонником идеи сионизма и участником сионистского движения. Будучи одним из ранних лидеров еврейского национального движения, принимал активное участие в первых десяти всемирных сионистских конгрессах, неоднократно избирался вице-президентом, а затем и президентом нескольких сионистских конгрессов. Предвидел возможность конфликта между арабами и евреями в Палестине и указывал на это Герцлю: «Но ведь в Палестине есть арабы! Я этого не знал! Мы творим несправедливость!». 
В 1898 году на Втором сионистском конгрессе в Базеле, с целью преодолеть стереотип в отношении евреев, предложил термин «Мускулистый иудаизм». В «Еврейском журнале гимнастики» появилась соответствующая статья.
Евреи добиваются превосходства лишь потому, что им отказано в равенстве.

## Семья
Нордау имел многочисленное потомство, а у его детей, в свою очередь, выросли его многочисленные внуки. Среди его детей была французско-американская художница Макса Нордау.

## Труды
- De la castration de la femme, 1882.
- Der Krieg der Millionen, 1882.
- Die conventionellen Lügen der Kulturmenschheit, 1883.
- Paradoxe, 1885.
- Französische Staatsmänner
- Die Krankheit des Jahrhunderts, 1888.
- Entartung, 1892.
- Granden der spanischen Kunst
- Seelenanalysen, 1892.
- Gefühlskomödie
- Das Recht zu lieben, 1894.
- Entartung und Genie, 1894
- Drohnenschlacht, 1898.
- Doctor Kohn, 1899.
- Morganatisch, 1904.
- Der Sinn der Geschichte, 1909.
- Biologie der Ethik, 1921.
- Rahab, 1922.